# Palaquium cuprifolium
Palaquium cuprifolium är en tvåhjärtbladig växtart som beskrevs av Adolph Daniel Edward Elmer. Palaquium cuprifolium ingår i släktet Palaquium och familjen Sapotaceae. Inga underarter finns listade i Catalogue of Life.